# Jubiabá
Severiano Manoel de Abreu ou Jubiabá (20 de abril de 1886 - 28 de outubro de 1937) foi um babalorixá do Candomblé  iniciado pelo babá Nibi do axé Castelo da mina capitão do Exército de Salvador, Bahia. Recebia o caboclo 'Jubiabá', que foi o caboclo mais famoso da Bahia, a ponto de chamarem o pai de santo pelo nome do caboclo. Foi pai de santo do não menos famoso babalorixá Joãozinho da Gomeia que recebia o caboclo Pedra Preta

## A controversa personalidade de Jubiabá
O primeiro texto da série de notas, artigos e reportagens sobre a cultura afro-baiana foi publicado em O Estado da Bahia no dia 09 de maio de 1936 com o título “As ‘macumbas’ através de interessantes reportagens do Estado da Bahia” e o subtítulo “Jubiabá, o célebre ‘pai de santo’, ouvido por nós, faz sensacionais revelações”. Trata-se de uma nota criada para anunciar a série de reportagens que viria a ser publicada nos meses seguintes. Para a primeira delas, foi escolhido o nome do pai de santo Jubiabá, um dos mais famosos de seu tempo, líder religioso de um candomblé de caboclo no Morro da Cruz do Cosme. Jubiabá, também, era o título do mais recente romance publicado por Jorge Amado, o que despertava ainda mais a curiosidade em torno de sua imagem. Como veremos mais tarde, numa sequência de três reportagens, Jubiabá e Jorge Amado travam uma deselegante discussão através das páginas do jornal por causa do romance.
Em 11 de maio de 1936, O Estado da Bahia publica a entrevista com Severiano Manoel de Abreu, com o título “No mundo cheio de mistérios dos espíritos e ‘pais de santos’”, acompanhado por dois subtítulos. O primeiro: “Iniciando uma larga reportagem sobre espiritismo e candomblés o Estado da Bahia viu e ouviu o famoso Jubiabá, herói do último romance de Jorge Amado”. E mais abaixo: “De incrédulo a médium curador – Cruz do Cosme e seu reduto – Até entre os espíritos há melindres e vaidades – Pai de 22 filhos vivos e influência política”.
Jubiabá novamente é apontado como o personagem do romance homônimo de Jorge Amado, dito vaidoso e detentor de influência política. As ligações políticas do capitão Severiano Manoel de Abreu com membros e assessores do governo, a exemplo de Martinelli Braga, oficial de gabinete do governador Juracy Magalhães, são destacadas nas entrevistas, inclusive por ele mesmo. Elas conferiam prestígio ao pai de santo, possibilitavam a troca de favores, atraíam benfeitorias para a comunidade e contribuíam para preservar sua casa de culto da violência policial.
O preconceito explícito nas páginas dos jornais da época praticamente se restringia às religiões de origens africanas e indígenas, enquanto o espiritismo e o ocultismo, de raízes europeias, eram mais aceitos socialmente, consideradas doutrinas mais “civilizadas”, como denota este trecho da entrevista:

Mesmer e Flamarion, Cagliostro e muitos outros fizeram admiradores e fervorosos prosélitos, com os seus passes, livros ou trues [sic] hábeis e impressionantes.

Ao lado destas e outras crenças em que a grande família humana se divide, o fetichismo tem também o seu grande número de fiéis entre os africanos e indígenas de outras raças até mais ou menos civilizadas.
Por sua vez a legião de espíritos é numerosíssima, congregando em torno dos centros e associações mediúnicas milhares de crentes em curas e milagres, melhoria de condições financeiras ou de afeto que se afasta.

Não raro registra a imprensa casos de envenenamentos ou de loucura devido aos meios empregados para a “cura” do paciente.— O Estado da Bahia